# Machiya
Machiya (jap. 町家/町屋) sind traditionelle hölzerne Stadthäuser in Japan.

## Einführung
Machiya (Stadthäuser) und Nōka (Bauernhäuser) bilden die beiden Hauptvertreter der historischen Siedlungsarchitektur Japans, zusammengefasst unter dem Begriff Minka.
Üblicherweise haben Machiya städtische Händler beherbergt, Chōnin (町人) genannt.
Das Wort Machiya setzt sich aus zwei japanischen Schriftzeichen (Kanji) zusammen: machi (町) heißt ‚Stadt‘, während ya (家 oder 屋) so viel wie ‚Haus‘ oder ‚Geschäft‘ bedeutet.

## Typologie

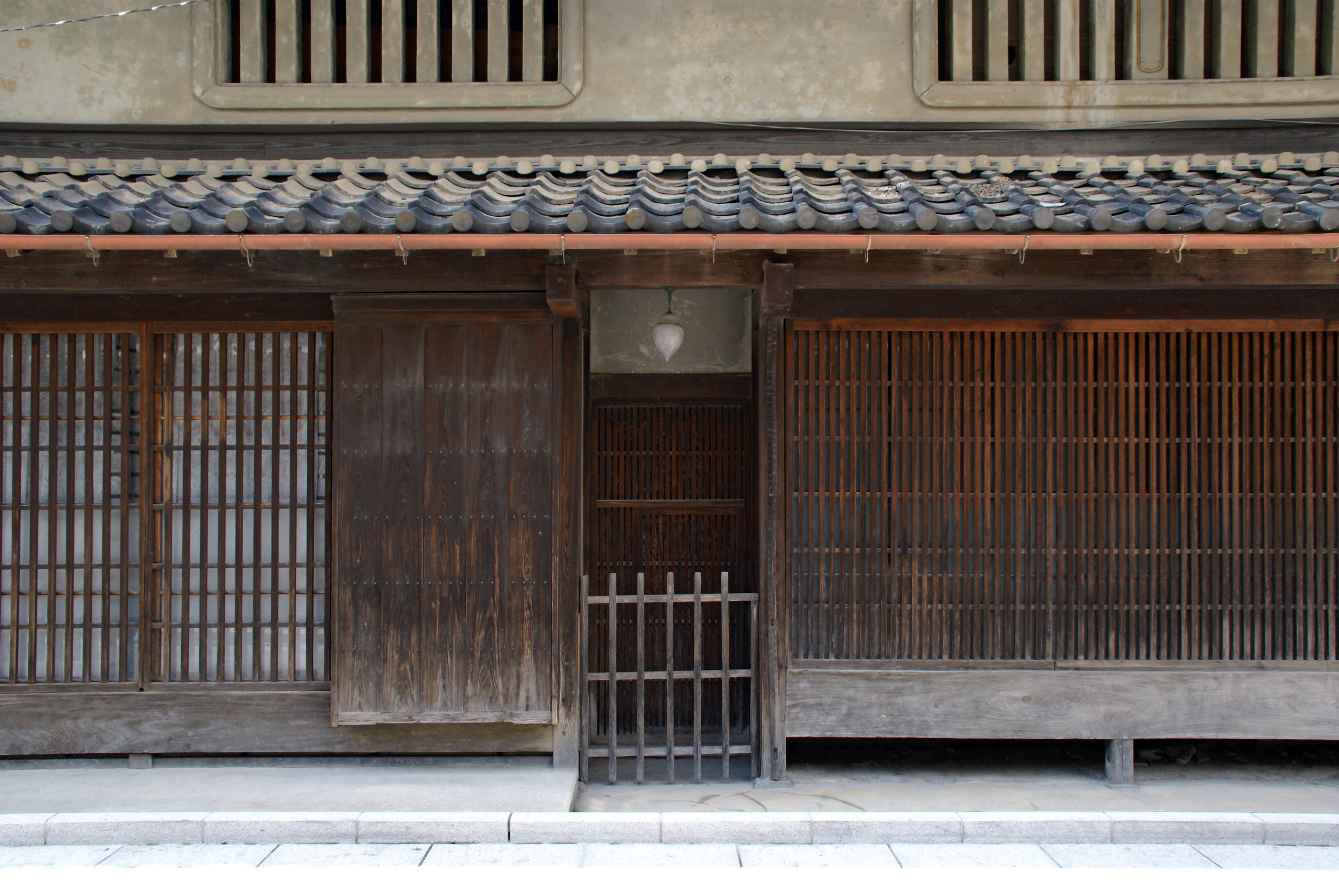
Fassade eines Geschäfts im Stadtteil Matsuyama in Uda, Präfektur Nara mit hölzernen Schiebeelementen (koshi) im Erdgeschoss, Lehmwänden im Obergeschoss und Ton-Schindeln auf dem Dach des Gebäudevorsprungs

Machiya sind normalerweise direkt mit dem öffentlichen Straßenraum verbunden und dienen sowohl als Wohn- als auch Geschäftshaus. Typisch sind die sehr schmale Straßenfront und die relativ große Gebäudetiefe.
Der öffentliche Bereich der Gebäude ist im Erdgeschoss an der Straßenseite untergebracht und kann eine Werkstatt, ein Büro oder eine Verkaufsfläche beherbergen. Außerdem gibt es ein Schaufenster, das durch Schiebe- oder Faltelemente auch geschlossen werden kann. Diese zumeist dunklen Holzelemente prägen die Erscheinung des öffentlichen Straßenraums maßgebend, was durch die Reihenhausbebauung noch verstärkt wird.

### Gebäudeform
Die meisten der Machiya sind sogenannte Hirai-Häuser, mit einer Dachtraufe zur Straße und einem schmalen Dachüberstand. Vereinzelt lassen sich jedoch auch Gebäude finden, die den Giebel zu ihrer Schmalseite und die Dachtraufen zu ihrer Längsseite haben. Die Länge der Straßenfront wurde als maguchi (間口) bezeichnet und war Ausdruck des Wohlstands der Gebäudeinhaber. Die Länge wurde in ken (間) angegeben, einem traditionellen japanischen Längenmaß. Üblicherweise war die Straßenfront eines Machiya 3 bis 3,5 ken lang, was ungefähr 6 Metern entspricht. Vereinzelte Gebäude konnten aber auch bis zu 10 ken breit sein (18–20 Meter).

### Grundriss
Der Grundriss eines Machiya ist lang und schmal. Dies begründet sich zum einen mit den hohen Steuerabgaben, die sich an der Länge der Straßenfront orientierten, und zum anderen mit dem Konzept der Privatsphäre. An der Rückseite des Gebäudes findet sich ein kleiner Innenhof mit einem kleinen Lagerhaus. Die gelagerten Güter waren hier sicher vor Räubern.
Die Grundidee der inneren Gebäudestruktur hat viele Gemeinsamkeiten mit anderen historischen japanischen Wohntypologien, zum Beispiel mit dem Nōka.
Der Zugang zum Wohnbereich erfolgt über eine großzügige Türe, auch ōdo (大戸) genannt. Der sich anschließende Erschließungsbereich (土間, doma) mit offener Küche besitzt lediglich einen Lehmboden. Von hier aus gelangt man in einen oder mehrere Wohnräume (居室部, kyoshitsubu), die einen etwas erhöhten Holzfußboden haben, der mit Tatami-Matten abgedeckt ist. Der schmale, langgestreckte, Erschließungsbereich hat außerdem die Funktion, das Geschäft an der Straßenfront mit dem Lagerhaus im Hinterhof zu verbinden, sodass er zu einem belebten Raum wurde. Mit dieser Eigenschaft wurde der Erschließungsbereich auch als Tōriniwa (通り庭) bezeichnet. Für die Öffentlichkeit war dieser jedoch stets tabu. Dieser Typ von Machiya war typisch für die Kansai-Region und das westliche Japan. In der Kantō-Region konnte zudem ein Typ gefunden werden, bei dem der Eingangsbereich unbefestigt blieb und maedoma (前土間) genannt wurde.
Der größte Wohnraum ist in der Regel an der Rückseite des Gebäudes angeordnet, mit Blick über den Garten und zum Lagerhaus. Die Schiebetüren Shōji bilden die Wände der Räume und erlauben – wie in den meisten japanischen Wohnhäusern – eine große Variabilität. Die Türen können geöffnet, geschlossen oder komplett entfernt werden. Die Raumgröße, -anzahl und -form kann dabei relativ einfach auf die momentane Situation angepasst werden.

## Gärten

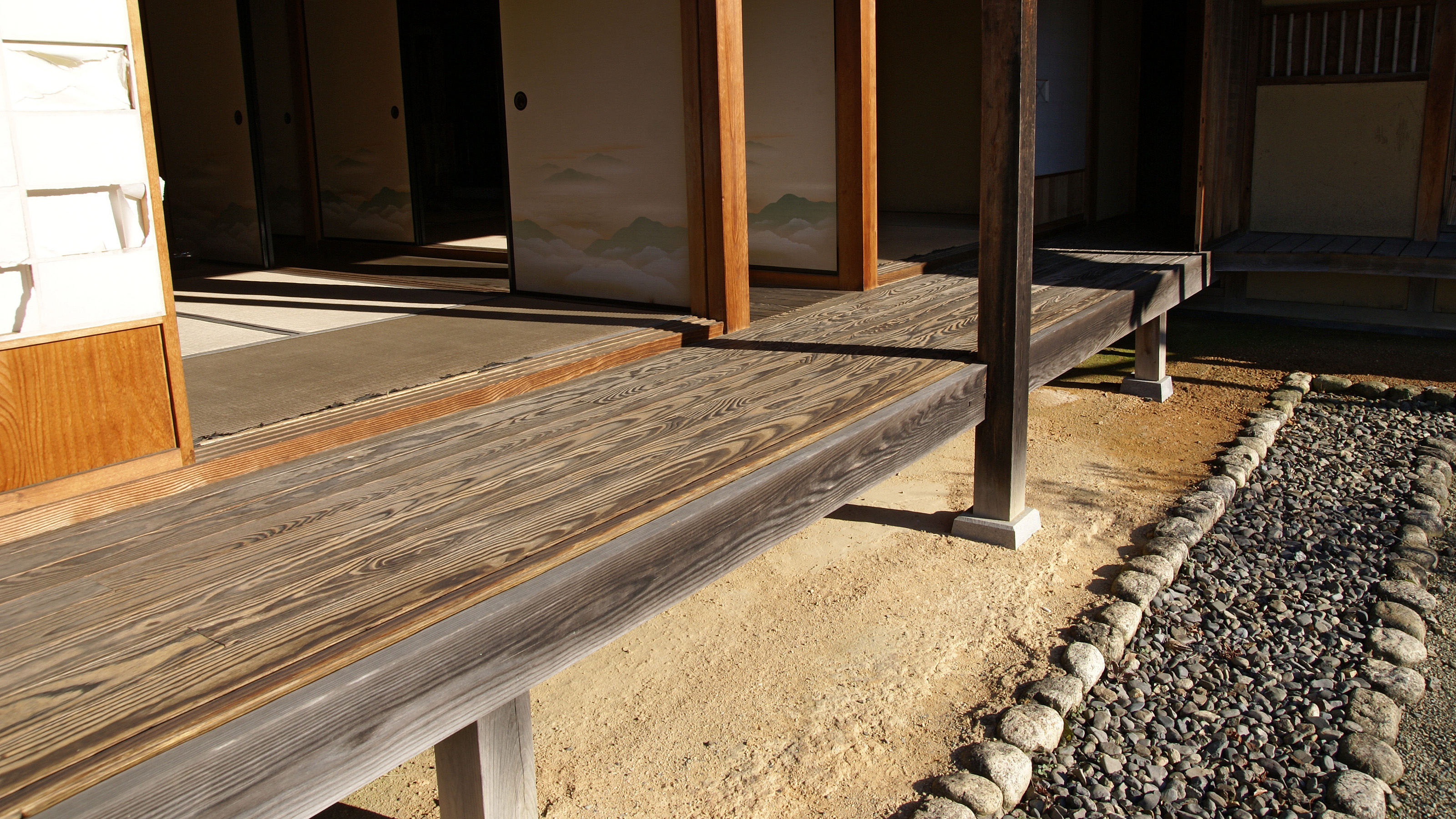
Engawa – der hölzerne Balkon auf Innenraumniveau als Zone zwischen Innen und Außen

Die Gärten an der Rückseite der Machiya werden Tsuboniwa (坪庭) genannt. In der Regel haben sie das exakte Maß von zwei Tatami-Matten (zirka 180 × 180 cm). Der ursprüngliche Zweck ist die Belichtung und Belüftung der Innenräume. Dadurch, dass die Machiya sehr dicht aneinander gereiht sind, haben die kleinen Gärten allerdings eine sehr introvertierte Atmosphäre. Es gibt keine Ausblicke in die Umgebung.
Auf die Gestaltung der Gärten wird durch die Benutzer stets sehr viel Wert gelegt. Sie sind das Prestigeobjekt der Machiya. Einige der Tsuboniwa können sehr einfach gestaltet sein und folgen einem sehr puristischen Ansatz. Man findet hier lediglich eine Pflanze oder ein Steinbasin auf grauem Kies. Andere wiederum können eine komplexe Komposition aus Pflanzen, Steinen, Brücken und weiteren Gestaltungselementen sein.
Die Gärten sollen vom Innenraum direkt gesehen werden und das Leben in einem Machiya gestalterisch ergänzen. Die Räume öffnen sich direkt zu den Gärten. Mittels Schiebetüren kann eine direkte Verbindung hergestellt werden. Einige Machiya haben zwischen Innen- und Außenraum auch eine Art Holzbalkon als Zwischenzone, Engawa (縁側) genannt.
Üblicherweise sind die Tsuboniwa eine Überraschung für die Besucher des Hauses. Es lässt sich vom Straßenraum nicht erahnen, dass es ein Tsuboniwa gibt und in welcher Intensität er von den Besitzern gestaltet wurde.

## Geschichte
Das älteste bekannte Machiya (Kuriyama-Haus in Gojon, Nara) ist datiert auf das Jahr 1607. Allerdings ist bekannt, dass der Begriff „Machiya“ bereits in der Mitte der Heian-Periode verwendet wurde. Damals wurde der Begriff für kleine Häuser verwendet, die sich rechts und links des Marktplatzes befinden, der Straße zugewandt sind und eine kleine Fläche für ein Geschäft haben.
Im Laufe der Zeit wurden ursprüngliche, sehr vergängliche Dachdeckungen, wie zum Beispiel Reet oder mit Steinen befestigte Holzschindeln, durch langlebige Dachsteine ersetzt. Wände mit freiliegenden Holzbalken wurden durch dicke Putzschichten verkleidet. Beides wurde getan, um eine längere Haltbarkeit sowie eine größere Feuerwiderstandsdauer zu erreichen. Zudem verwandelten sich flache, dunkle Obergeschossräume zu hohen, vollwertigen Wohnräumen.

## Galerie

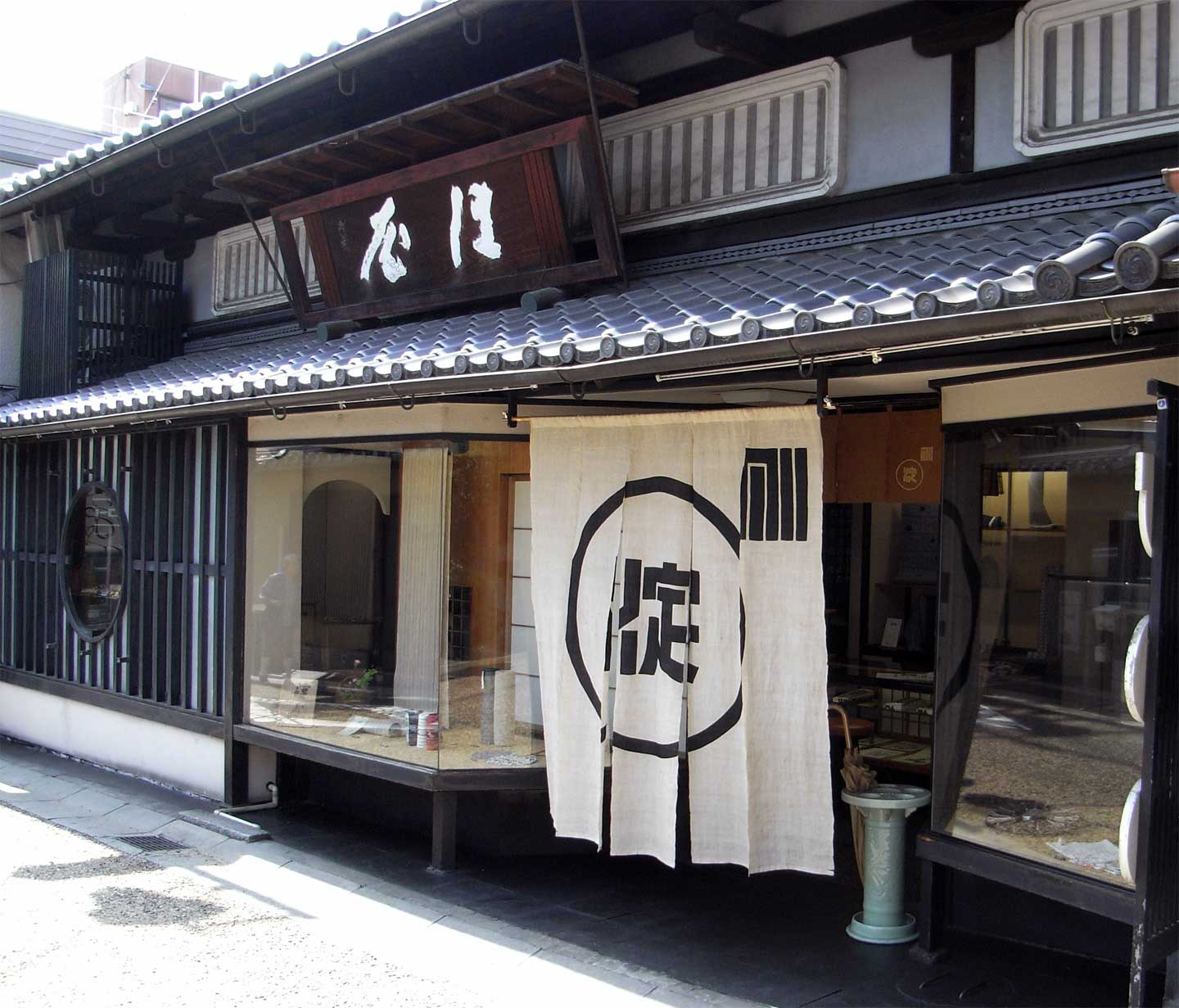
Historischer Textilladen in Nara
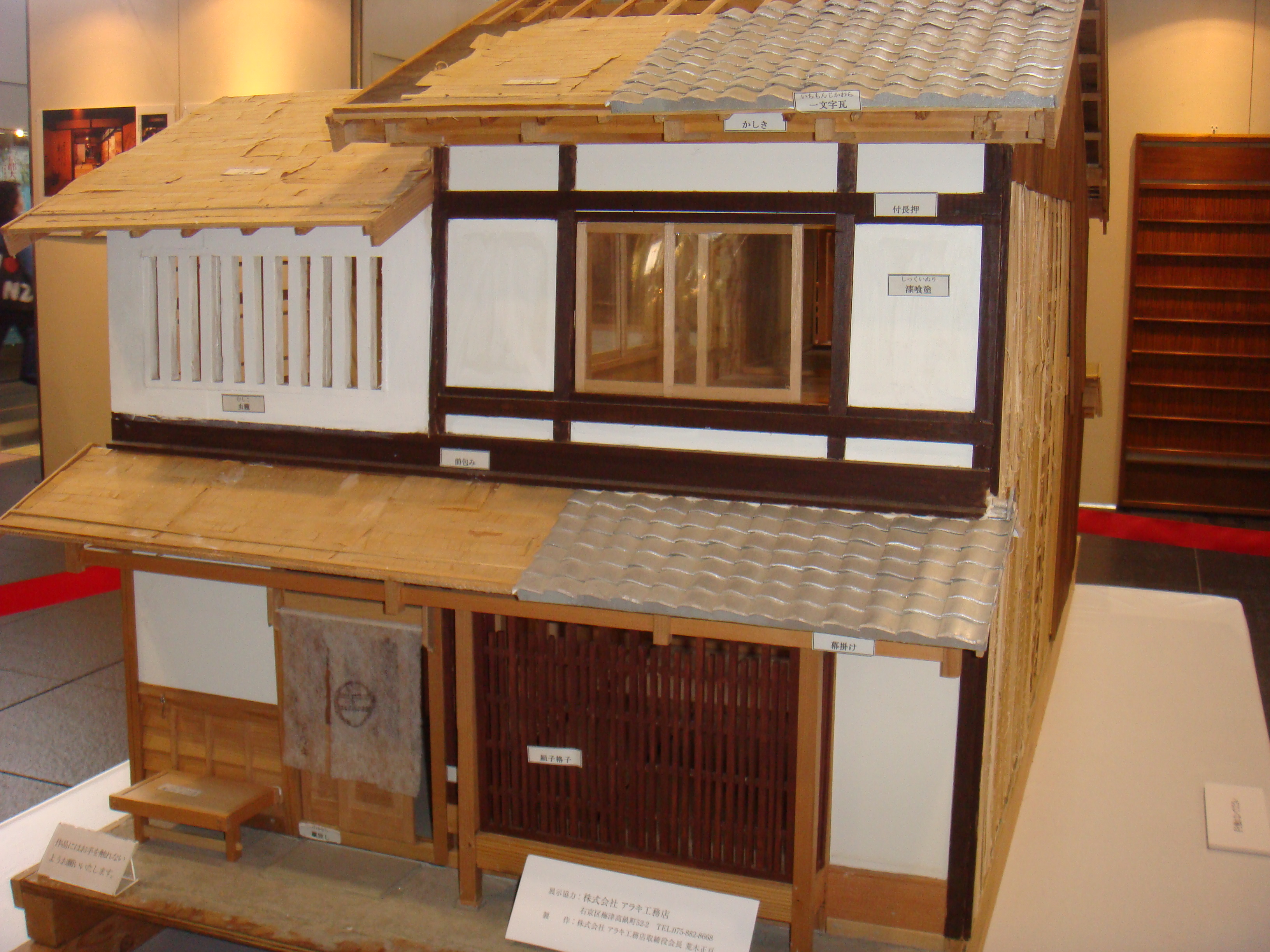
Modell eines Machiya in Kyoto
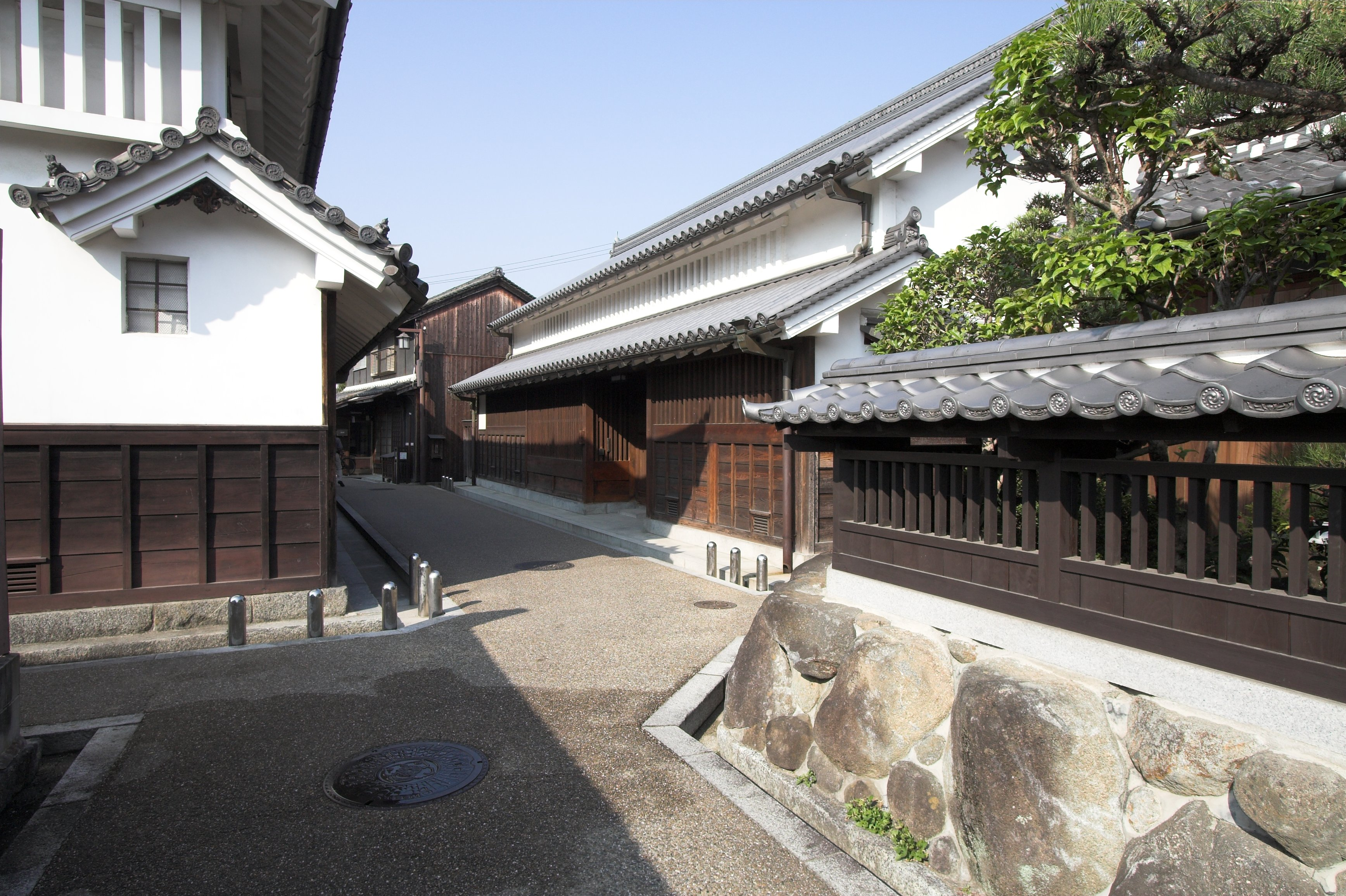
Straßenzug in Imai